# Prapimporn Karnchanda
Prapimporn Karnchanda oder Prapimporn Kanjunda (thailändisch ประพิมพ์พร กาญจันดา) ist eine thailändische Kaskadeurin und Schauspielerin.

## Leben
Prapimporn Karnchanda erhielt eine pädagogische Ausbildung an der Srinakharinwirot-Universität. Zurzeit arbeitet sie bei „Jaika Stunt Team“ in Bangkok und spielt überwiegend in thailändischen Produktionen. Zu ihren bemerkenswertesten Rollen gehören die Offizierin Narinthorn in Rakpan Thanadpojanamarts The King Cobra (2008) und die Pim im Horrorfilm Bat Hunter (2006). Europäische Bekanntheit erlangte Prapimporn Karnchanda durch ihre Rolle als Chenne in Robert Youngs Film Blood Monkey (2007) Zu einer der markanten Rollen der Schauspielerin wurde ihre Darstellung der birmanischen Politikerin Khin Kyi im biographischen Film The Lady aus dem Jahr 2011.
Am 14. Oktober 2012 heiratete sie Akaradach Boonpeng, der als Lehrer an der renommierten Suankularb-Wittayalai-Schule tätig ist. Die beiden haben einen Sohn.

## Filmografie (Auswahl)
- 2004: Night Falcon[10]
- 2006: Bat Hunter[11][12]
- 2007: Blood Monkey
- 2008: The King Cobra[13]
- 2011: The Lady
- 2013: Boy Golden

## Auszeichnungen
Im Jahr 2011 wurde sie mit dem Preis für die beste Stuntfrau ausgezeichnet.